# Karlum

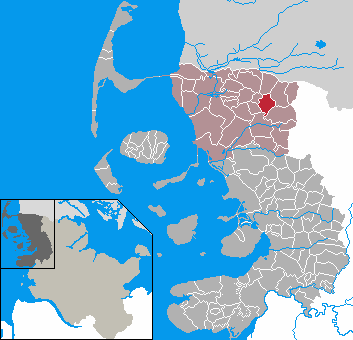
Localização de Karlum (em vermelho no meio da região em vermelho-claro no mapa) no noroeste alemão (na área em cinza)

Karlum é um município da Alemanha, localizado no distrito de Nordfriesland, estado de Schleswig-Holstein.